# Lachische Sprache

Die mährischen Mundarten (lachisch gelb)

Das Lachische (lachische Sprache, tschechisch lašský jazyk, polnisch laskie gwary, język laski oder lechicki; nicht zu verwechseln mit dem Oberbegriff lechische Sprachen) ist eine Dialektgruppe der westslawischen Sprachen, die in Teilen Tschechisch-Schlesiens sowie im Hultschiner Ländchen, jedoch auch im südlich angrenzenden östlichen Nordmähren sowie im polnischen Oberschlesien in der Region südlich der Stadt Racibórz um Krzanowice gesprochen wird. Die meisten tschechischen Forscher betrachten es als Mundart des mährischen Dialekts der tschechischen Sprache. Die Sprache weckte auch die Neugier vieler polnischer Dialektologen, die in diesem Übergangsdialekt zahlreiche polnisch-linguistische Einflüsse beobachteten. Stanisław Bąk bezeichnete sie sogar als polnischen Ursprungs.
Gelegentlich werden auch die Teschener Mundarten, besonders ab den 1950er bis in den 1990er Jahren, als Ostlachisch bezeichnet. Diese Mundarten gelten als Übergang zwischen der polnischen, oberschlesischen, mährischen und der tschechischen Sprache und werden auch dem schlesischen Dialektkontinuum zugeordnet.

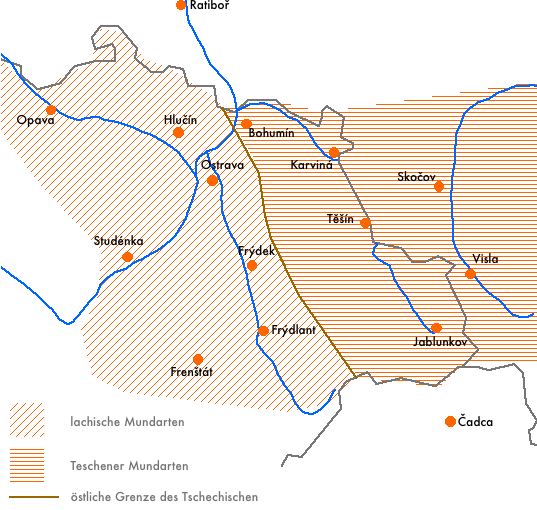
Das historische Sprachgebiet der lachischen Mundarten in Tschechien (in einem dunkleren Farbton die Teschener Mundarten in Tschechien und Polen)

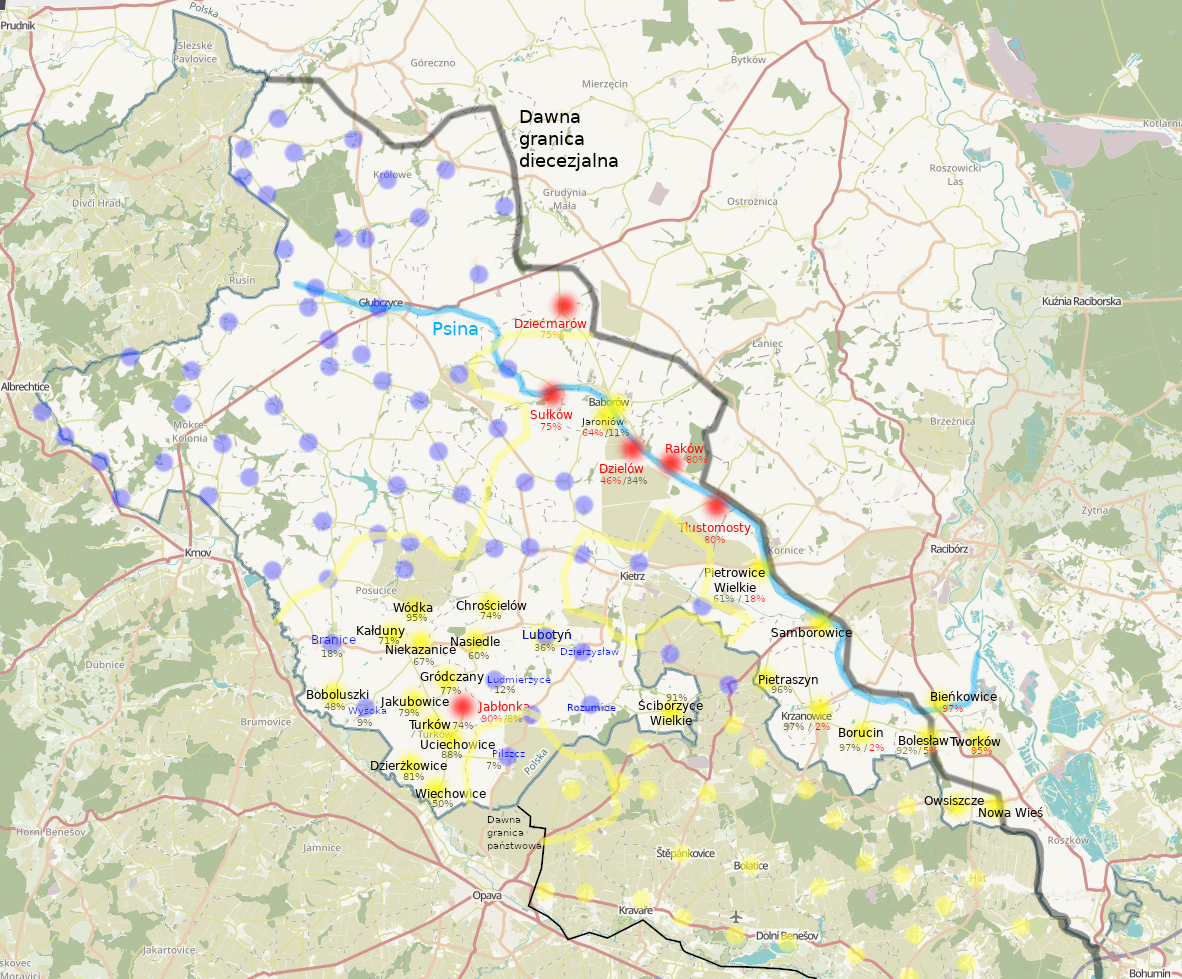
Historisch lachischsprachige Orte im heutigen Polen

Der namensgebende ethnographische Volksgruppe der Lachen (tschechisch Laši) bzw. die Lachei deckt sich nicht mit der Verbreitung der mährisch-lachischen Dialekte. Geographisch wurde das Gebiet der lachischen Sprachen durch die Sudeten und die Westbeskiden vom Rest der mährischen Dialekte getrennt. Außerdem lag quer durch die Mährische Pforte, die Hauptkommunikationsstraße dieses Gebiets nach Süden, das Kuhländchen, eine sudetendeutsche sprachliche Halbinsel, die geographische Abtrennung der lachischen Mundarten verstärkend.

## Unterschiede zum Tschechischen
Zu den hauptsächlichen Unterschieden zählen:
- für Tschechen teilweise unverständlicher Wortschatz sowie im Tschechischen nicht vorkommende Laute, z. B. Affrikaten dz, dž (stimmhafte Pendants von c und č), der Gleitlaut ŭ (meist ł geschrieben),
- Betonung auf der vorletzten Silbe der Taktgruppe (wie im Polnischen, im Tschechischen auf der ersten; z. B.  'widzioł, wi'dziołech, widzie'li my,  'na wyrch,  'na ziym,  'bez psa, mio'łech go, da'ła mu),
- andere Deklinations-Paradigmen,
- zahlreiche Lautverschiebungen,
- keine Unterscheidung zwischen Lang- und Kurzvokalen (wie im Polnischen oder Sorbischen),
- kein prothetisches v (wie z. B. in tschechisch okno [vokno] „Fenster“).

Lachisch, das dem Polnischen nahesteht, gliedert sich in zahlreiche Subdialekte (West-, Ost- und Südlachisch). Man kann es also auch als einen Dialektverband auffassen, wobei sich jedoch kein Verkehrsdialekt herausgebildet hat. Diese mundartliche Differenzierung ist für die Tschechische Republik untypisch, weil sonst Interdialekte vorherrschen, vor allem im Westen der Republik.
Infolge des allgemeinen Rückgangs der Dialekte sprechen die meisten lachischen Muttersprachler (vor allem die Jugend) auch Tschechisch, jedoch nicht akzentfrei und (wie die Mährer) eher Schriftsprache, nicht das in Böhmen übliche Gemeinböhmisch.
Typische lachische Kennwörter sind z. B. kaj (wo, tschechisch kde, polnisch gdzie), welches auch in Oberschlesien benutzt wird, oder bo (weil, tschechisch protože, polnisch bo).
Das Lachische enthält viele Germanismen, nach einigen Quellen bis zu 8 % des Wortschatzes. Obschon die lachischsprachige Bevölkerung bodenständig ist, lebten in Österreichisch-Schlesien 43 % Sudetendeutsche, die jedoch 1945 vertrieben wurden.

## Gliederung des Lachischen

### Lachische Mundarten
Es gibt drei lachische Mundarten:
- Troppauer Lachisch (grenzt an nunmehr polnisches Sprachgebiet, an das Ostrauer Lachisch und an die nordmährischen Dialekte)
- Ostrauer Lachisch (grenzt an nunmehr polnisches Sprachgebiet, an das Troppauer Lachisch, an Teschener Mundarten und an die nordostmährischen Dialekte)
- Mährisch-Lachisch (grenzt an das Troppauer Lachisch, an das Ostrauer Lachisch sowie an ostmährische Mundarten) – ein Übergangsdialekt zu den ostmährischen Dialekten

### Merkmale der lachischen Mundarten
Troppauer (westliche) Mundarten:
- i statt  'á (z. B. smič se „lachen“),
- eine Reihe von palatalen Sibilanten (š, č, ž, dž),
- tautosyllabisches aj (z. B. najlepšy, daj),
- Typ našo polo,
- oneho, onej statt jeho, jej,
- -u in der 3. Person Pl. (z. B. oni prošu, myslu),
- Schwund von v zwischen Vokalen (z. B. strykoji, nur im Westen),
- epenthetisches j vor weichen Konsonanten (nur im Westen),
- -am, -ach, -ama in allen Paradigmen Dat./Lok./Ins. Pl. aller Genera (nur im Westen),
- Akk. von Personalpronomina mja, ča.

Ostrauer (östliche) Mundarten:
- silbisches r mit Wucherlauten (z. B. kyrk),
- Ins. Pl. Fem. -u (z. B. s tu dobru robu),
- Umlaut -aj > -ej,
- -á > -o (nur im äußersten Osten),
- eN > i/yN, oN > uN (nur im äußersten Osten),
- palatales ś, ź in ňeśe, veźe (nur im äußersten Osten),
- suffixoide Hilfsverben -ch, -ś etc. (z. B. joch je rod; nur im äußersten Osten).

Mährisch-lachische (südliche) Mundarten (im Gebiet zwischen Stauding, Misteck, Frankstadt):
- ť, ď,
- Dativ des Reflexivpronomens sy (gegenüber se in anderen schlesisch-mährischen Mundarten).

Einige Isoglossen:
- ja ňejsem/ja sem ňeňi „ich bin nicht“ (ungefähr w./ö. der Linie Hlučín–Místek),
- un ňeňi/un nima (äußerster Osten östlich von Ostrau und Frýdek).

Mit den Teschener Mundarten teilt Lachisch das resultative Vergangenheitstempus mit být+PPP (z. B. ona je přijeta „sie ist gekommen“), das unter den slawischen Sprachen nur mehr in den südwestlichen Dialekten der makedonischen Sprachen vorkommt. Das Agens wird im Passiv, wenn überhaupt, mit od + Gen. ausgedrückt (z. B. ona była přejeta od motorky „sie wurde von einem Motorrad niedergefahren“), ebenso wie in den Teschener Mundarten.

## Textbeispiele

### Gedicht Óndra Łysohorsky (Lachisch)
Kaj noród mój?

Pisany je mój wérš nocami.

Joch był jak pes wyhnany w swět.

Joch błudził wečer ulicami

a społ jak chachar pod mostami,

mój žiwot ňeznoł žodén kwět.

Jo zatracény syn Ostrawy

pro kořéň mjesta némjéł sém.

Kus Polska tam, tu kus Morawy,

tu buržuj Čech, tam Polok drawy.

Kaj noród mój? Kaj lašsko zém? …

### Textbeispiel aus Baborów
Baborów war bis zum frühen 20. Jahrhundert eine lachische Sprachinsel in Deutschland (heute in Polen). Der Text ist in der polnischen Schreibweise:
Rałz siekli trze chłopi trałwu na łuce. Jak ju zejsiekli, siedli se do kupky a rozprałwiali. Jedyn zacznuł opowiedać o Meluz-inie. Wrałz se porwał wielki wicher. Wtim przyszła ku nim szumnał pani a prawiyła: "Jał jest ta, co o ni rzuńdzicie. Eli to zrobicie, co wum powim, to budu wybawynał. Nejprzodzi budzie welnałski mrałz: to wydyrżcie. Potim przidzie welki hic; to tejż wytwejcie. Na ostatku stanie se wicher, a w tim wichrze uzdrzicie rozmańte wieca; to niy micie strachu". Ci chłopi obiecali to zrobić, co im ta pani kałzała. A una sie straciyła. Jak tak jeszcze siedzieli w kupie, zrobiyła se wrałz strasznał zima. I zaczli myrznuć. Dyrkotali po całim ciele a zubama zgrzitali. Ale wydyrżeli. Po mrojzie przyszedł welki hic. Było tak horko, co ażby o mało byli zemdleli. Jeden ś nich już chcioł uciejc. Ci drudzy go jednak zadyrżeli. Potim hicu porwoł se wicher, a w tim wichrze widzeli rozańte straszna. To wszyscy trze chcieli uciekać. Ale spumnieło se im, co tej pani obiecali. I tim razym wytwali. Za chwilu było cicho. I przyszła zajś ta pani, dziekowała i dała im moc peniz, bo uni ju wybawiyli.

### Ein Ostrauer Volkslied
V jednym dumku na Zarubku

mjal tam chlopek švarnu robku,

ale robka teho chlopka rada nimjala.

A ten její chlopek dobrotisko byl,

Un te svoji robce všicko porobil,

Čepani ji pomyl, bravkum daval žrať,

Děcko mušel kolibať.

Robil všecko, choval děcko,

taky to byl dobrotisko,

ale robka teho chlopka rada nimjala.

Štvero novych šatuv, štvero střevice,

Do kostela nešla, enem k muzice,

Same šminkovani, sama parada,

Chlopka nimjala rada.

A chlopisku dobrotisku

sluze kanum po fusisku,

jak to vidí, jak to slyší, jako robka je.

Dožralo to chlopka, že tak hlupy byl,

do hospody zašel, vyplatu přepil,

a jak domu přišel, řval jak hrom by bil,

a tu svoju robku zbil.

Včil ma robka rada chlopka,

jak un pisko ona hopka,

Hanysko sem, Hanysku tam,

jo tě rada mam.

Věřte mi ludkově, že to tak ma byť,

raz za čas třa robce kožuch vyprašiť,

a potom je dobro ta jak ovečka

a ma rada chlopečka.

## Auswahl der lachischen Literaturwerke und Autoren
Auf der Basis des lachischen Dialekts (Oberostrauer Mundart) schuf der Poet und Linguist Óndra Łysohorsky in den 1930er-Jahren erste Literaturwerke in einer regionalen lachischen Literatursprache. In dieser Literatursprache entlehnte er einige Buchstaben aus dem polnischen Alphabet, wie ł und ó, die er in seinem Pseudonym benutzte. 1936 initiierte er in Ostrau die Gesellschaft Lachische Perspektive (Lašsko perspektywa), die lachische Aktivitäten in Bereichen Kultur, Literatur und Bildung unterstützte. Die Gesellschaft fand zahlreiche enthusiastische Unterstützer unter seinen Landsleuten und trug wesentlich dazu bei, dass bald weitere Autoren dem Beispiel Łysohorskys gefolgt und ebenfalls Werke auf Lachisch geschrieben haben. Unter ihnen: Jan Stunavsky (eigentlich: Jan Lisník), Jozef Šinovsky (eigentlich: Jozef Bilan), Jura Hanys (eigentlich: Bohumil Marek) u. a. Ihre literarische Tätigkeit auf lachisch endete jedoch mit dem Ausbruch des Zweiten Weltkrieges; danach gab es nur noch vereinzelt schüchterne Versuche der Wiederaufnahme nach dem Krieg, wie zum Beispiel von Pavel Gan in der Zeit um den Prager Frühling. Solche Versuche waren jedoch mit Repressionen seitens des kommunistischen Regimes der ČSR verbunden.

### Poesie

#### Óndra Łysohorsky
- „Spjewajuco piaść“ (Singende Faust) (1934),
- „Hłos hrudy“ (Stimme der Erde) (1935),
- „Wybrane wérše“ (Gedichte) (1936),
- „Lašsko poezyja 1931 – 1937“ (Lachische Poesie 1931 – 1937),
- „Aj lašske řéky płynu do mořa“ (Lachische Flüsse fließen ins Meer) (1958),
- „Lašsko poezyja 1931-1977“ (Lachische Poesie 1931–1977) (1988);

#### Jan Stunavsky
„Melodyje z hur“ (Gebirgsmelodien) (1945);

### Prosa

#### Josef Šinovky
„Hałdy na roli“ (Abraumhalden auf dem Felde) (1945)

#### Emilie Gudrichová
„Slezsko mluví“ (Schlesien spricht) (1946)